# Taslima Nasrinová
Taslima Nasrinová (* 25. srpna 1962 Mymensingh, Bangladéš) je bangladéšská spisovatelka.

## Život a dílo
Narodila se v rodině lékaře, sama do roku 1984 lékařství studovala. Poté pracovala v odlehlých částech Bangladéše jako gynekoložka.
V roce 1975 začala se psaním básní, první kniha poezie jí vyšla v roce 1986. V roce 1989 začala psát sloupky do novin a časopisů. Námětem její literární tvorby se stalo postavení žen v muslimské společnosti.
V roce 1993, vyšla její kniha Lajja (Stud). Kniha pojednává o osudu hinduistické rodiny v Bangladéši, na které si vylévali zlost muslimští fundamentalisté po zničení jedné mešity v Indii. Hlavně mezi hinduisty se stala rychle velice známou a populární, naopak muslimové knihu pálili. Bangladéšská vláda spisovatelku oficiálně obvinila z rouhání, byl jí zabaven pas a její knihy zakázány.
V roce 1994 došlo k 300 000 demonstraci a muslimští duchovní nad ní vyhlásili fatvu poté, co v anglicky psaném listu 'The Statesman' prohlásila: „Korán by měl být důkladně přepracován.“
Za své aktivity získala Sacharovovu cenu za svobodu myšlení, s pomocí Amnesty International, PEN klubu a vyslance Evropské unie vycestovala v roce 1994 z Bangladéše, získala azyl ve Švédsku. Za svoji tvorbu získala více než 20 ocenění.

## Galerie

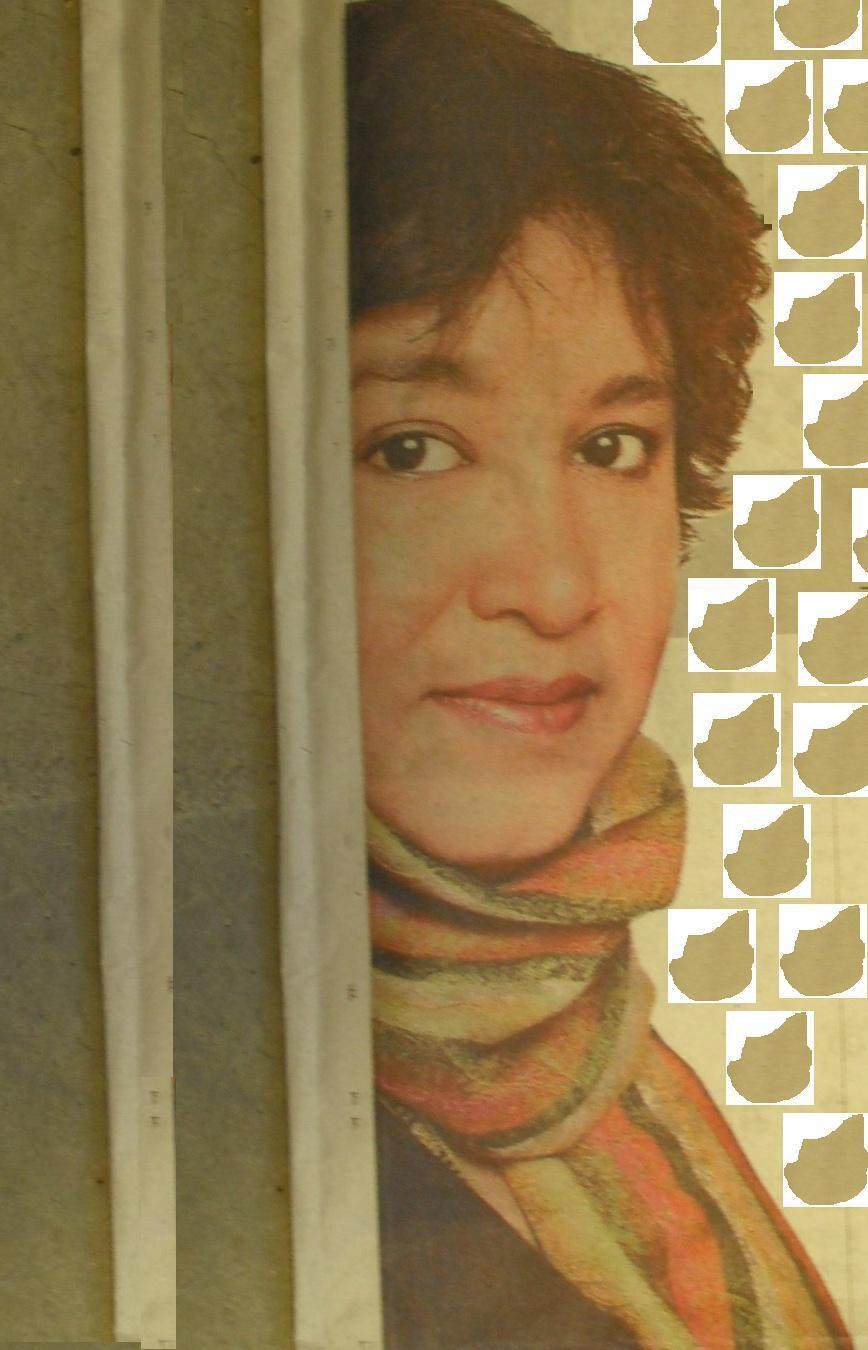
Taslima Nasrinová
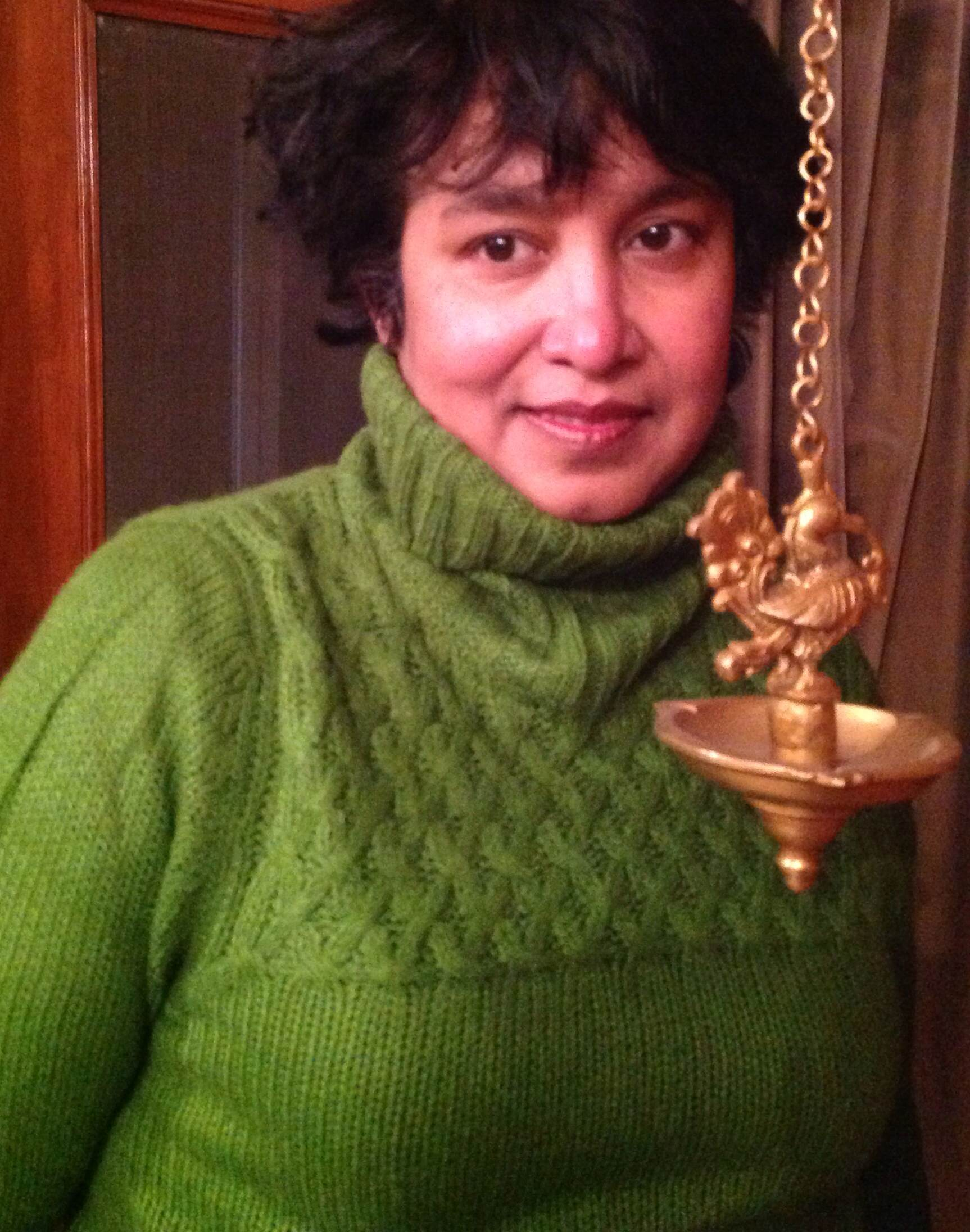
Taslima Nasrinová
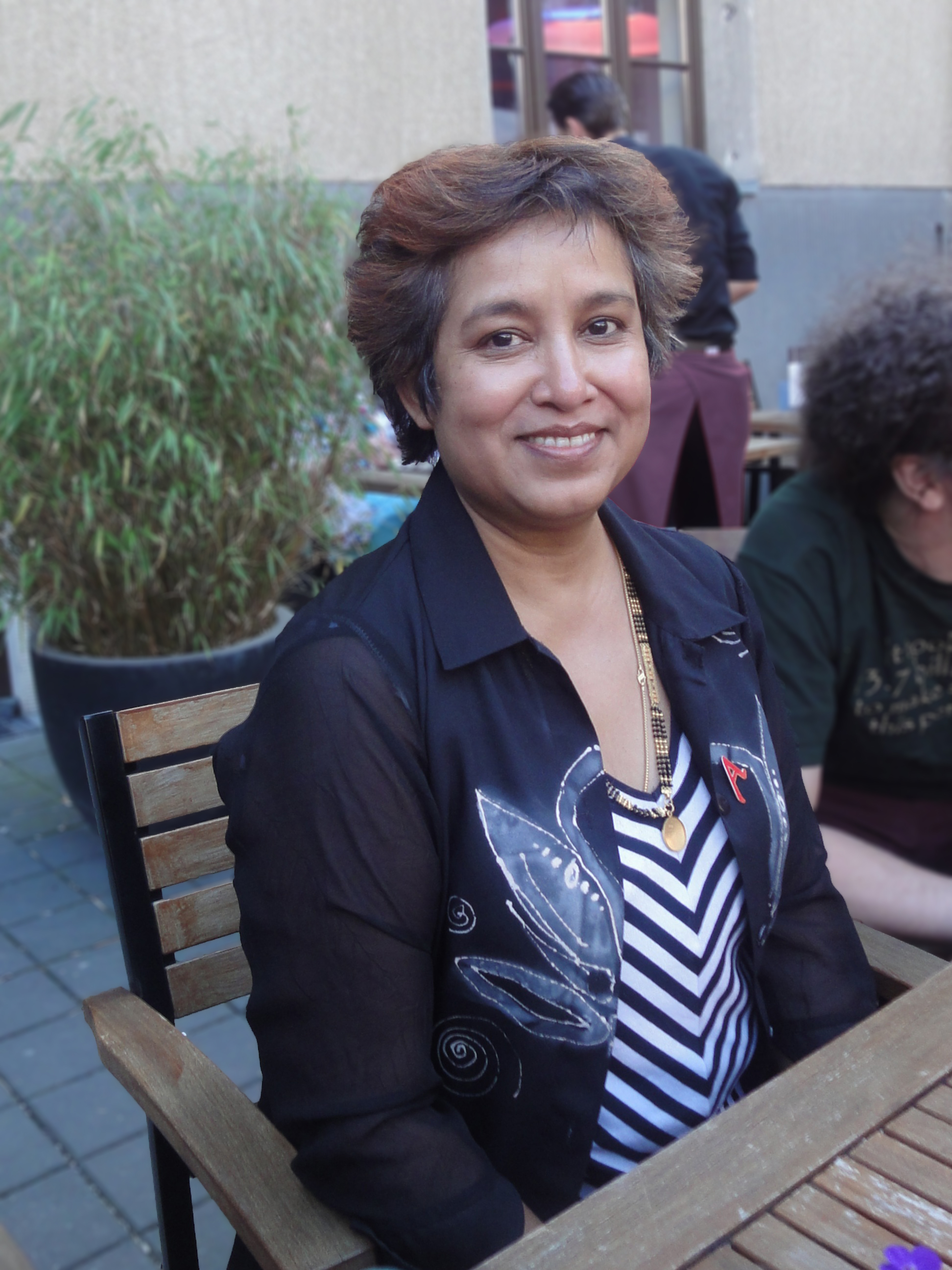
Taslima Nasrinová
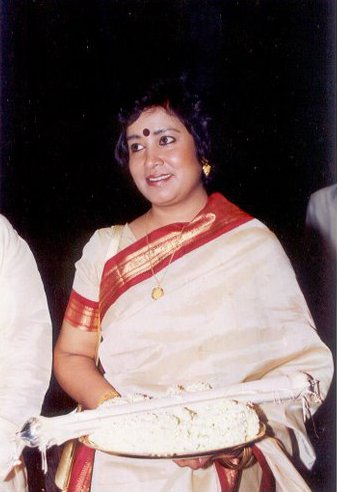
Taslima Nasrinová